# Gryttens kommun
Gryttens kommun (norska: Grytten kommune) var en kommun i Møre og Romsdal fylke i västra Norge. Tätorten Åndalsnes utgjorde kommunens centralort.

## Administrativ historik
Gryttens kommun upprättades den 1 januari 1838 (som Grytten formannskapsdistrikt) när Formannskapslovene från 1837 trädde i kraft. Kommunen omfattade då större delen av nuvarande Rauma kommun.
Den 1 januari 1840 bröts Eid og Volls kommun ut ur kommunen.
Den 1 januari 1902 bröts Hens kommun ut ur kommunen som då minskade från 2 856 invånare före delningen till 1 728 invånare efter. Den återstående delen omfattade då de mellersta och södra delarna av nuvarande Rauma kommun.
Den 1 januari 1964 gick Gryttens kommun, tillsammans med kommunerna Eid, Hen och Voll samt en del av Veøy kommun, upp i den då nybildade Rauma kommun. Kommunens hade då 3 683 invånare.